# ويليام شابمان (صحفي)
ويليام شابمان (بالإنجليزية: William Chapman)‏ هو صحفي أمريكي، ولد في 1930.